# Pico Agudo (Santo Antônio do Pinhal)

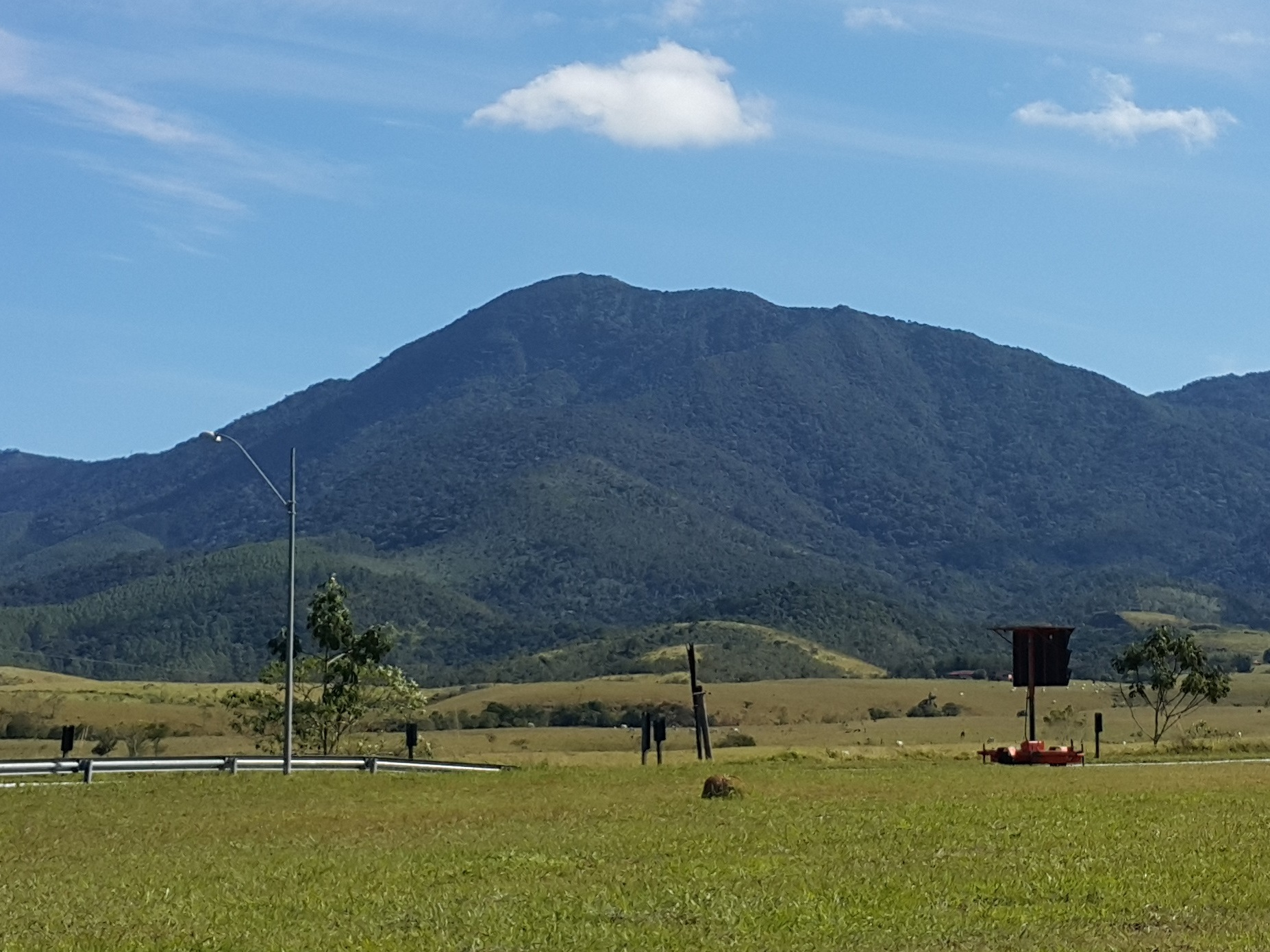
Pico Agudo visto da Rodovia Floriano Rodrigues Pinheiro, em Pindamonhangaba.

O pico Agudo é uma elevação rochosa com 1 634 metros de altitude que faz parte da cadeia de montanhas da serra da Mantiqueira paulista. Seu cume é local de prática de voo livre. Neste local, há um miradouro com visão panorâmica da região. Está situado no município de Santo Antônio do Pinhal.

## Voo livre
Com tipo de voo nível 3, a decolagem se dá por uma rampa de madeira e uma natural, com possibilidade de várias decolagens simultâneas. O pouso oficial fica um pouco longe do ponto de decolagem, o que faz do voo uma experiência longa. A melhor época para voar é de setembro a dezembro.